# Millvina Dean
Elizabeth Gladys "Millvina" Dean (Londres, 2 de febrer de 1912 - Ashurst, Hampshire, Anglaterra, 31 de maig de 2009) fou l'última supervivent en vida del naufragi del transatlàntic RMS Titanic, ocorregut el 15 d'abril de 1912.
Era la persona més jove a bord de l'embarcació, ja que no superava les nou setmanes de vida. Segons que va sentir explicar després, la seva família, que era d'origen humil, havia embarcat en tercera classe per assolir el somni del seu pare de "muntar una botiga de tabac a Amèrica". Ella, amb la seva mare Eva Georgetta Light i el seu germà gran Bertram, van embarcar en el bot número 12 i van sobreviure al naufragi. El seu pare, Bertram Frank Dean, va morir en la tragèdia.
Milvina Dean va morir el diumenge 31 de maig de 2009 al poble anglès d'Ashurst, a l'edat de 97 anys, a causa d'una pneumònia.